# Barbara Haas
Barbara Haas (nació el 19 de marzo de 1996 en Steyr) es una jugadora de tenis austríaca.
Haas ha ganado trece títulos individuales y dos de dobles en el circuito ITF. En septiembre de 2016, alcanzó su mejor ranking individual el cual fue el número 134 del mundo. El 9 de noviembre de 2015, alcanzó el puesto número 545 del mundo en el ranking de dobles.
Haas hizo debut en la WTA, en el Gastein Ladies 2012  y también jugó en el Generali Ladies Linz de 2012.
Jugó por Austria en la Fed Cup, Haas tiene un récord de ganados y perdidos de 5-3.

## Títulos WTA (0; 0+0)

### Dobles (0)
| Leyenda                    |
| -------------------------- |
| Grand Slam (0)             |
| Juegos Olímpicos (0)       |
| WTA Tour Championships (0) |
| Premier Mandatory (0)      |
| Premier 5 (0)              |
| Premier (0)                |
| International (0)          |

#### Finalista (2)
| N.º | Fecha                 | Torneo  | Superficie | Pareja      | Oponentes en la final                 | Resultado |
| --- | --------------------- | ------- | ---------- | ----------- | ------------------------------------- | --------- |
| 1.  | 13 de octubre de 2019 | Linz    | Dura (i)   | Xenia Knoll | Barbora Krejčíková Kateřina Siniaková | 4-6, 3-6  |
| 2.  | 16 de febrero de 2020 | Hua Hin | Dura       | Ellen Perez | Arina Rodiónova Storm Sanders         | 3-6, 3-6  |

## Títulos ITF

### Individual (13)
| Legend               |
| -------------------- |
| $100,000 tournaments |
| $80,000 tournaments  |
| $75,000 tournaments  |
| $60,000 tournaments  |
| $50,000 tournaments  |
| $25,000 tournaments  |
| $15,000 tournaments  |
| $10,000 tournaments  |

| Finals by surface |
| ----------------- |
| Dura (5)          |
| arcilla (8)       |
| hieba (0)         |
| Carpet (0)        |

| N.º | fecha                    | Categoría | Torneo                   | Superficie | Rival               | Score            |
| --- | ------------------------ | --------- | ------------------------ | ---------- | ------------------- | ---------------- |
| 1.  | 30 de julio de 2012      | $10,000   | Vienna, Austria          | arcilla    | Amandine Hesse      | 6-1, 6-4         |
| 2.  | 2 de diciembre de 2013   | $10,000   | Yibuti, Yibuti           | Dura       | Lee Hua-chen        | 6-4, 6-3         |
| 3.  | 9 de diciembre de 2013   | $10,000   | Yibuti                   | Dura       | Lee Hua-chen        | 6-3, 6-3         |
| 4.  | 21 de julio de 2014      | $10,000   | Bad Waltersdorf, Austria | arcilla    | Iva Mekovec         | 7-6(6), 6-3      |
| 5.  | 1 de septiembre de 2014  | $10,000   | Sankt Pölten, Austria    | arcilla    | Anna Remondina      | 7-6(1), 0-6, 6-1 |
| 6.  | 17 de agosto de 2015     | $10,000   | Graz, Austria            | arcilla    | Julia Grabher       | 1-6, 6-1, 6-2    |
| 7.  | 14 de septiembre de 2015 | $25,000   | Podgorica, Montenegro    | arcilla    | Doroteja Erić       | 6-3, 6-1         |
| 8.  | 14 de diciembre de 2015  | $25,000   | Navi Mumbai, India       | Dura       | Aryna Sabalenka     | 7-6(2), 7-6(6)   |
| 9.  | 22 de febrero de 2016    | $25,000   | Port Pirie, Australia    | Dura       | Arina Rodionova     | 6-4, 5-7, 6-4    |
| 10. | 21 de marzo de 2016      | $25,000   | Naples, United States    | arcilla    | Elizaveta Ianchuk   | 3-6, 6-2, 6-2    |
| 11. | 9 de abril de 2017       | $25,000   | Jackson, United States   | arcilla    | Sophie Chang        | 6-4, 6-7(3), 6-4 |
| 12. | 4 de septiembre de 2018  | $25,000   | Sofia, Bulgaria          | arcilla    | Katharina Hogbarski | 6-3, 6-2         |
| 13. | 23 de diciembre de 2018  | $25,000   | Navi Mumbai, India       | Dura       | Diana Marcinkevica  | 0-6, 6-3, 7-5    |